# 中国汽车工程学会巴哈大赛
中国汽车工程学会巴哈大赛（英文：Baja SAE China，简称BSC）是一项由高等院校、职业院校汽车或相关专业在校生组队参加的越野汽车设计、制造和检测比赛。大赛由中国汽车工程学会主办，模仿自国际汽车工程学会（SAE International）举办的汽车工程学会巴哈大赛（Baja SAE）。
2015年，在山东潍坊举办了第一届巴哈大赛。

## 比赛内容
比赛内容分为静态赛和动态赛部分。静态项目包括技术检查、设计答辩和商业营销等。动态项目包括爬坡赛、操控测试和耐力赛等。

## 历届比赛
|        | 时间      | 地点                                                                   |
| ------ | --------- | ---------------------------------------------------------------------- |
| 第一届 | 2015年8月 | 山东省潍坊市滨海经济技术开发区                                         |
| 第二届 | 2016年8月 | 四川省成都市金堂县                                                     |
| 第三届 | 2017年8月 | 内蒙古乌兰察布市集宁区                                                 |
| 第四届 | 2018年8月 | 湖北省襄阳市襄城区                                                     |
| 第五届 | 2019年8月 | 湖北省襄阳市襄州区（襄阳站），吉林省长白山保护开发区池北区（长白山站） |
|        | 2020      | 因新冠疫情取消比赛                                                     |
| 第六届 | 2021年9月 | 湖北省襄阳市襄州区                                                     |